# Eriocaulon lanceolatum
Eriocaulon lanceolatum là một loài thực vật có hoa trong họ Cỏ dùi trống. Loài này được Miq. ex Körn. mô tả khoa học đầu tiên năm 1856.